# Хутір Василівських
Хутір Василівських — колишній хутір у Красносільській волості Житомирського і Полонського повітів Волинської губернії та Вищикусівській сільській раді Любарського району Житомирської і Бердичівської округ.

## Населення
Відповідно до перепису населення СРСР 17 грудня 1926 року, чисельність населення становила 15 осіб, з них 6 чоловіків та 9 жінок; етнічний склад: українців — 15. Кількість домогосподарств — 3.

## Історія
Час заснування невідомий. До 1917 року входив до складу Красносільської волості Житомирського повіту Волинської губернії. В березні 1921 року, в складі волості, увійшов до Полонського повіту Волинської губернії. До червня 1925 року входив до складу Любарського району Житомирської округи Волинської губернії. Станом на 15 червня 1926 року — хутір Вищикусівської сільської ради Любарського району Бердичівської округи. Відстань до центру сільської ради, с. Вищикуси — 1,5 версти, до районного центру, містечка Любар — 12 верст, до окружного центру, в Бердичеві — 45 верст, до найближчої залізничної станції, Романів — 12 верст.
Знятий з обліку населених пунктів до 1 жовтня 1941 року.